# ماثيو كاسيدي
ماثيو كاسيدي (بالإنجليزية: Matthew Cassidy)‏ (2 أكتوبر 1988 ببلاكبول في المملكة المتحدة - ) هو لاعب كرة قدم بريطاني في مركز الوسط. شارك مع منتخب جمهورية أيرلندا تحت 17 سنة لكرة القدم ومنتخب جمهورية أيرلندا تحت 20 سنة لكرة القدم. أما مع النوادي، فقد لعب مع أيل ليماسول وبولتون واندررز ونادي هايد إف سي وOthellos Athienou FC ‏ وإينوسيس نيون باراليمني ‏.

## وصلات خارجية
- ماثيو كاسيدي على موقع قاعدة بيانات كرة القدم.إي يو (الإنجليزية)
- ماثيو كاسيدي على موقع Soccerbase.com (لاعب) (الإنجليزية)
- ماثيو كاسيدي على موقع Soccerway.com (الإنجليزية)